# Caspian Airlines
Caspian Airlines (перс. هواپیمایی کاسپینهواپیمایی کاسپین‎ — havopeymó-ye kospean) — іранська авіакомпанія, що базується в Тегеранському аеропорту Імам Хомейні. Літаки Caspian Airlines виконують рейси по Ірану, а також в ОАЕ, Вірменію і в Україну. Компанія заснована в 1993 році, у вересні того ж року почалися регулярні перевезення.

## Пункти призначення
- Внутрішні лінії: Абадан, Ахваз, Мехшер, Мешхед, Тебріз, Тегеран
- Міжнародні лінії: Будапешт, Дамаск, Дубай, Єреван, Київ, Стамбул, Харків

## Флот

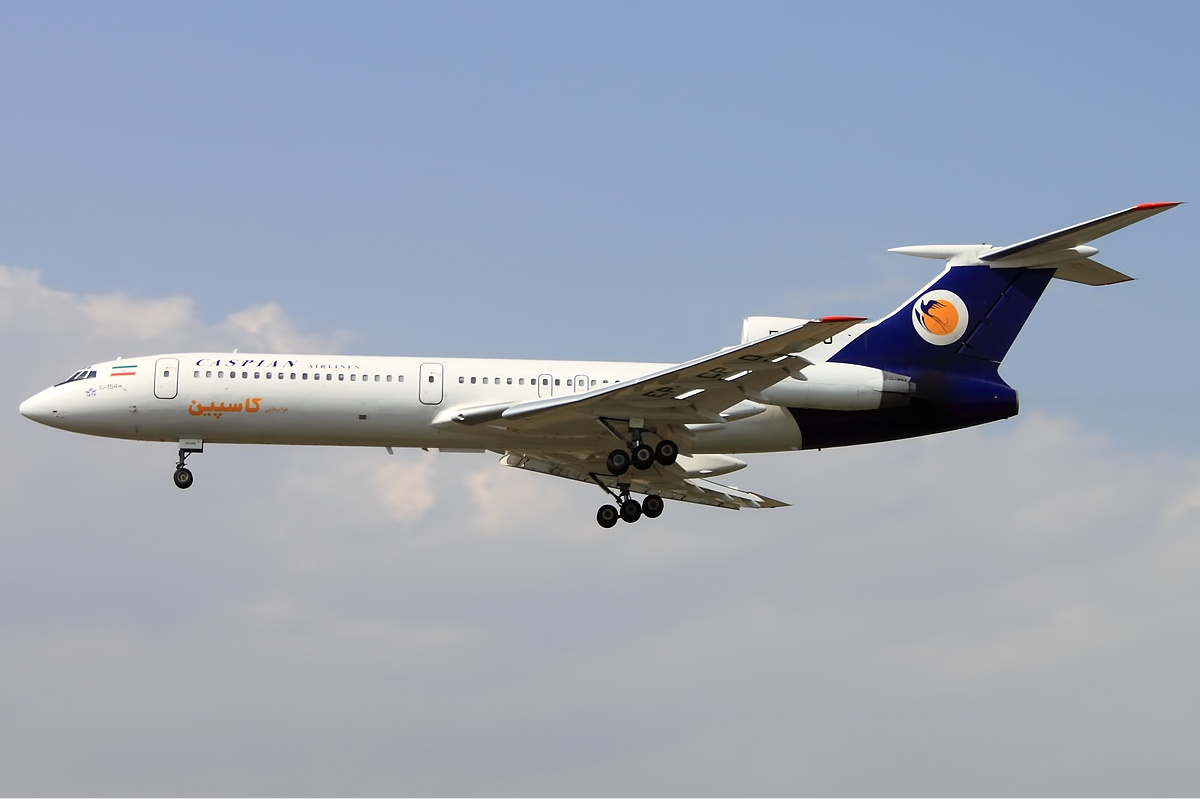
Ту-154М авіакомпанії Caspian Airlines (реєстраційний EP-CPO) в міжнародному аеропорту Мехрамабад

На серпень 2016 року флот Caspian Airlines складається з трьох Боїнгів 737-400, двох Боїнгів 747, одного MD-82 і чотирьох MD-83.

## Події
15 липня 2009 року в 11:03 місцевого часу Ту-154М, який прямував рейсом 7908 з Тегерана в Єреван, розбився через 16 хвилин після зльоту в іранської провінції Казвін. Всі які знаходили на борту (153 пасажири і 15 членів екіпажу), загинули.